# پایگاه آب‌نشین لوید آر. راوندتری
پایگاه آب‌نشین لوید آر. راوندتری (به انگلیسی: Lloyd R. Roundtree Seaplane Facility) یک فرودگاه همگانی بهره‌برداری هوایی است که یک باند فرود آب دارد و طول باند آن ۲۷۴۳ متر است. این فرودگاه در کشور ایالات متحده آمریکا قرار دارد و در ارتفاع ۰ متری از سطح دریا واقع شده‌است.